# Pseudalcis albata
Pseudalcis albata là một loài bướm đêm trong họ Geometridae.